# Petrovo načelo
Pétrovo načêlo je hipoteza v teoriji upravljanja, po kateri hierarhične organizacije delujejo tako, da na položaje pridejo ljudje, ki niso sposobni opravljati zahtevanih nalog. Uslužbenci namreč napredujejo glede na dosedanje uspehe na nižji ravni, namesto, da bi v organizaciji zanesljivo ocenili njihovo sposobnost za delo na višji ravni. Hipotezo sta humorno opisala kanadska avtorja Laurence J. Peter in Raymond Hull v knjigi Petrovo načelo (izšla l. 1969). Ugotavljata, da sčasoma vse odgovorne položaje  v organizaciji zapolnijo ljudje, ki so dosegli svoje »ravni nesposobnosti«.

## Slovenski prevod
Petre, Lawrence J. in Hull, Raymond:  Petrovo načelo, Ljubljana : Mladinska knjiga, 1974, (prevod: Nina Souvan; predstavitev knjige).